# Ułaskawienie
Ułaskawienie – indywidualny akt ingerencji odpowiedniego organu władzy wykonawczej lub ustawodawczej w kompetencje władzy sądowniczej polegający najczęściej na całkowitym darowaniu kary lub też częściowym złagodzeniu postanowień wyroku sądowego.

## Państwa, w których występuje

### Polska

#### Historia

##### I Rzeczpospolita
W okresie I Rzeczypospolitej uprawnieniem zbliżonym do prawa łaski dysponował sąd sejmowy sprawowany przez Izbę Poselską. Mógł odwołać wyrok innych sądów szlacheckich nie tylko z powodów proceduralnych, ale też, jeśli uznał go za niesłuszny lub nazbyt surowy. Król nie miał wpływu na tę instytucję, co było praktyką odmienną od większości ówczesnych monarchii europejskich.
Konstytucja 3 maja w rozdziale VII głosiła „Król, któremu wszelka moc dobrze czynienia zostawiona być powinna, mieć będzie ius agratiandi [prawo łaski] na śmierć wskazanych, prócz in criminibus status [zbrodni stanu]”.

##### Okres zaborów i Księstwo Warszawskie
Konstytucja Księstwa Warszawskiego stanowiła w art. 78 „Ius agratiandi służy królowi: on tylko może darować lub zwolnić karę”. Podobnie stanowiła Konstytucja Królestwa Polskiego w art. 43.

##### II Rzeczpospolita
Konstytucja marcowa w art. 47 ust. 1 stanowiła, że „prawo darowania i złagodzenia kary, oraz darowania skutków zasądzenia karno-sądowego w poszczególnych wypadkach – przysługuje Prezydentowi Rzeczypospolitej”. Wyłączone było tylko stosowanie prawa łaski wobec ministrów skazanych przez Trybunał Stanu. Konstytucja kwietniowa w art. 13 ust. 2 lit. j zaliczała stosowanie prawa łaski do prerogatyw Prezydenta. Art. 69 ust. 1 Konstytucji stanowił, że: „Prezydent Rzeczypospolitej władny jest aktem łaski darować lub złagodzić skazanemu karę, wymierzoną orzeczeniem prawomocnym, tudzież uchylić skutki skazania”.
Prawo łaski stosował także Prezydent RP na uchodźstwie, np. wobec ppor. Mariana Brzezińskiego, skazanego podczas II wojny światowej wyrokiem wojskowego sądu polowego.

##### PRL
W latach 1944–1952 prawo to przysługiwało Prezydentowi Krajowej Rady Narodowej lub Prezydentowi Rzeczypospolitej Polskiej.
W okresie Polskiej Rzeczypospolitej Ludowej (czyli od 1952 r.) prawem tym dysponowała Rada Państwa na podstawie art. 25 ust. 1 pkt 10 Konstytucji PRL.

#### III Rzeczpospolita

##### Stan prawny
Definicja prawa łaski w obowiązującej Konstytucji Rzeczypospolitej Polskiej z 2 kwietnia 1997 roku w art. 139 zawiera się w całości w zdaniu: „Prezydent Rzeczypospolitej stosuje prawo łaski. Prawa łaski nie stosuje się do osób skazanych przez Trybunał Stanu.”, z czego bezpośrednio wynika, że jest ono  aktem bezskutecznym wobec osób skazanych przez Trybunał Stanu.
Poza tym Konstytucja nie zawiera żadnych szczegółowych zasad stosowania prawa łaski, zatem prezydent dysponuje pełną swobodą decydowania o kryteriach zastosowania tego prawa. Głowa państwa nie ma zatem obowiązku uzasadnienia aktu łaski, a on sam dla swojej ważności nie wymaga nawet zgody osoby ułaskawionej. Stosowanie prawa łaski nie może być kontrolowane przez żaden organ państwowy, a decyzja o jego zastosowaniu jest niezaskarżalna. Prezydent, stosując prawo łaski, nie jest też związany dyrektywami ustawowymi zawartymi w Kodeksie postępowania karnego (art. 563), gdyż o zastosowaniu konstytucyjnie przyznanej kompetencji nie mogą decydować przepisy niższej rangi. Art. 139 Konstytucji stanowi bowiem podstawę prawną bezpośredniego stosowania prawa łaski i nie przewiduje delegacji upoważniającej do szczegółowego uregulowania tej kwestii w ustawie, jak ma to miejsce w wypadku niektórych innych kompetencji prezydenta, np. w zakresie zwierzchnictwa nad Siłami Zbrojnymi (art. 134 ust. 6 Konstytucji).
W uchwale 7 sędziów w dniu 31 maja 2017 Sąd Najwyższy orzekł, że prawo łaski jako uprawnienie Prezydenta może być stosowane wyłącznie wobec osób, których winę stwierdzono prawomocnym wyrokiem sądu, a jego zastosowanie przed datą prawomocności wyroku nie wywołuje skutków procesowych. W dniu 17 lipca 2018 Trybunał Konstytucyjny orzekł odmiennie i przyjął, że pojęcie „prawa łaski” na gruncie art. 139 Konstytucji RP ma znaczenie szersze od pojęcia „ułaskawienia”, gdyż zawiera również przypadki abolicji indywidualnej, stwierdzając, że prawo łaski może być stosowane wobec osób skazanych nieprawomocnym wyrokiem.
O ułaskawieniu mówi kodeks postępowania karnego w rozdziale 59, stanowiąc, że o ułaskawienie może wnioskować nie tylko skazany, ale także jego bliscy. Jeżeli w sprawie, w której została wniesiona prośba o ułaskawienie, orzekał oprócz sądu I instancji również sąd odwoławczy, wówczas warunkiem jej rozpatrzenia przez prezydenta jest pozytywne zaopiniowanie przez chociaż jeden z dwóch sądów orzekających. Rozpoznając prośbę o ułaskawianie sąd bierze pod uwagę m.in. zachowanie się skazanego po wydaniu wyroku, rozmiary wykonanej już kary, stan zdrowia skazanego i jego warunki rodzinne, naprawienie szkody wyrządzonej przestępstwem, a przede wszystkim szczególne wydarzenia, jakie nastąpiły po wydaniu wyroku.
W doktrynie prawa istniały spory co do zakresu prawa łaski. Prof. Stanisław Waltoś w podręczniku z 2009 roku stwierdził, że polskie prawo konstytucyjne pozostawia ustalenie zakresu i treści prawa łaski praktyce konstytucyjnej. Wyjaśnił, że ułaskawienie może polegać na całkowitym lub częściowym darowaniu albo złagodzeniu kary lub karnoprawnych skutków skazania. Nie rozciąga się ono na cywilnoprawne następstwa skazania (odszkodowanie czy zadośćuczynienie) ani proces cywilny. Wywiódł on także wniosek, że skoro art. 139 Konstytucji nie czyni tu żadnych restrykcji, Prezydent może skorzystać z prawa łaski również jeszcze przed prawomocnym skazaniem (w postaci abolicji indywidualnej). Zastrzegł jednak, że praktyka do 2015 roku nie znała wyjątków od ułaskawiania dopiero po uprawomocnieniu się wyroku skazującego, na którą praktykę niewątpliwie wpłynęła polska tradycja konstytucyjna i słuszne przekonanie, że taka abolicja byłaby przedwczesną ingerencją w wymiar sprawiedliwości.
Aktem łaski władzy ustawodawczej jest amnestia.

##### Statystyki
1. Wojciech Jaruzelski ułaskawił 607 osób; odmówił ułaskawienia 119 osobom.
2. Lech Wałęsa ułaskawił 3454 osoby; odmówił ułaskawienia 444 osobom.
3. Aleksander Kwaśniewski ułaskawił 4302 osoby; odmówił ułaskawienia 2639 osobom
4. Lech Kaczyński ułaskawił 201 osób; odmówił ułaskawienia 913 osobom.
5. Bronisław Komorowski ułaskawił 360 osób; odmówił ułaskawienia 1544 osobom.
6. Andrzej Duda (do 19 maja 2025) ułaskawił 143 osoby; odmówił ułaskawienia 941 osobom[16][17].

     Ułaskawienia podpisane
     Odmowy ułaskawienia

##### Najbardziej znane akty ułaskawień
- 18 października 1993 prezydent Lech Wałęsa ułaskawił Andrzeja Banasiaka ps. „Słowik”, oraz Zbigniewa K. ps. Ali – bossów gangu pruszkowskiego[18].
- 15 listopada 1994 prezydent Lech Wałęsa ułaskawił Zdzisława Najmrodzkiego, nazywanego „królem złodziei” i „mistrzem ucieczek” – jeden z najsłynniejszych polskich przestępców okresu PRL[19].
- 7 lipca 1999 prezydent Aleksander Kwaśniewski w trybie nadzwyczajnym ułaskawił Petera Vogla, skazanego za zabójstwo na tle rabunkowym na karę 25 lat pozbawienia wolności[20].
- 16 grudnia 2005 prezydent Aleksander Kwaśniewski ułaskawił Zbigniewa Sobotkę zamieniając mu karę 3,5 roku więzienia na karę 1 roku pozbawienia wolności w zawieszeniu na 2 lata w sprawie tzw. afery starachowickiej[21].
- 9 czerwca 2009 prezydent Lech Kaczyński ułaskawił Adama S., wspólnika Marcina Dubienieckiego. Adam S. został uprzednio skazany za wyłudzenie z PFRON 120 tys. zł na karę roku i 10 miesięcy więzienia w zawieszeniu na trzy lata i 30 tys. zł grzywny oraz 120 tys. zł naprawienia wyrządzonej szkody[22].
- 18 grudnia 2009 prezydent Lech Kaczyński ułaskawił trzech braci – Mirosława, Tomasza i Krzysztofa Winków – w sprawie linczu we Włodowie[23].
- Jerzy Jachowicz został ułaskawiony dwukrotnie: w 2012 przez prezydenta Bronisława Komorowskiego[24], a w 2023 przez prezydenta Andrzeja Dudę[25]. W obu przypadkach akt łaski dotyczył skazania za zniesławienie[24][25].
- 16 listopada 2015 prezydent Andrzej Duda ułaskawił Mariusza Kamińskiego – szefa CBA w latach 2006–2009, oraz Macieja Wąsika, skazanych wówczas nieprawomocnie za przekroczenie uprawnień w aferze gruntowej[26]. Ułaskawienie ich przed zapadnięciem prawomocnego wyroku wywołało krytykę publiczną i spór co do skutków ułaskawienia, a następnie kryzys polityczny w Polsce po ich prawomocnym skazaniu w 2024 roku[15].
- 5 czerwca 2020 r. prezydent Andrzej Duda ułaskawił działacza miejskiego Jana Śpiewaka skazanego w grudniu 2019 r. na karę 5 tys. zł grzywny i 10 tys. zł nawiązki za zniesławienie adwokat Bogumiły Górnikowskiej, córki byłego ministra sprawiedliwości Zbigniewa Ćwiąkalskiego[27].
- 23 stycznia 2024 roku prezydent Andrzej Duda po raz drugi ułaskawił Mariusza Kamińskiego i Macieja Wąsika, skazanych prawomocnym wyrokiem na dwa lata pozbawienia wolności za nadużycie uprawnień w aferze gruntowej[28].
- 11 lipca 2025 prezydent Andrzej Duda ułaskawił częściowo Roberta Bąkiewicza, który został skazany prawomocnym wyrokiem sądu za naruszenie nietykalności cielesnej aktywistce Katarzynie Augustynek(inne języki), znana szerzej jako „Babcia Kasia” (czyn miał charakter chuligański[29]), na 1 rok ograniczenia wolności (wykonywanie nieodpłatnej kontrolowanej pracy na cele społeczne w wymiarze 30 godzin w stosunku miesięcznym) oraz nawiązkę na rzecz pokrzywdzonej w wysokości 10 tysięcy złotych[30]; ułaskawienie prezydenta dotyczyło jedynie kary 1 roku ograniczenia wolności[31][32].

### Francja
We Francji prawem łaski dysponuje Prezydent Republiki, który może częściowo albo całkowicie uwolnić skazanego od kary. Nie jest zobowiązany do uzasadnienia swojej decyzji o ułaskawieniu bądź odmowie ułaskawienia skazanego.

### Indie
W Indiach prawem łaski na szczeblu federalnym (Unii) dysponuje Prezydent Indii (art. 72 Konstytucji Indii), a na szczeblu stanowym – gubernatorzy (art. 161 Konstytucji).
Prezydent jest uprawniony do stosowania prawa łaski, odroczenia, warunkowego zawieszenia lub zmniejszenia wymiaru kary albo zawieszenia wykonania, złagodzenia lub zamiany wyroku osoby skazanej za jakiekolwiek przestępstwo:
1. we wszystkich przypadkach, w których orzekł karę i wydał wyrok Sąd Wojenny;
2. we wszystkich przypadkach, w których orzeczono karę lub wydano wyrok za naruszenie jakiejkolwiek ustawy dotyczącej materii, która pozostaje w zakresie władzy wykonawczej Unii;
3. we wszystkich przypadkach, w których orzeczono karę śmierci(inne języki)[34].

Gubernator jest uprawniony do stosowania prawa łaski, odroczenia, warunkowego zawieszenia lub zmniejszania wymiaru kary albo zawieszenia wykonania, złagodzenia lub zamiany wyroku osoby skazanej za jakiekolwiek przestępstwo będące w jurysdykcji stanu (art. 161 i 162 Konstytucji).

### Stany Zjednoczone
Prezydent Stanów Zjednoczonych jest upoważniony przez Konstytucję do stosowania prawa łaski w sprawach o przestępstwa przeciwko Stanom Zjednoczonym, z wyłączeniem spraw wszczętych wskutek postawienia w stan oskarżenia w procedurze impeachmentu.
W roku 1886 Sąd Najwyższy Stanów Zjednoczonych w sprawie Ex parte Garland orzekł, że „uprawnienie [prezydenta] do stosowania prawa łaski (…) jest nieograniczone, z wyjątkiem spraw w procedurze impeachmentu” oraz, że „obejmuje ono każde przestępstwo [federalne] znane prawu i może być wykonane w dowolnym czasie po jego popełnieniu, zarówno przed wszczęciem postępowania, w trakcie jego trwania, jak i po skazaniu i wydaniu wyroku”, a „uprawnienie to nie podlega kontroli legislacyjnej”.

## Państwa, w których nie występuje
- Gwatemala[38][39]